# Orb (fotografia)

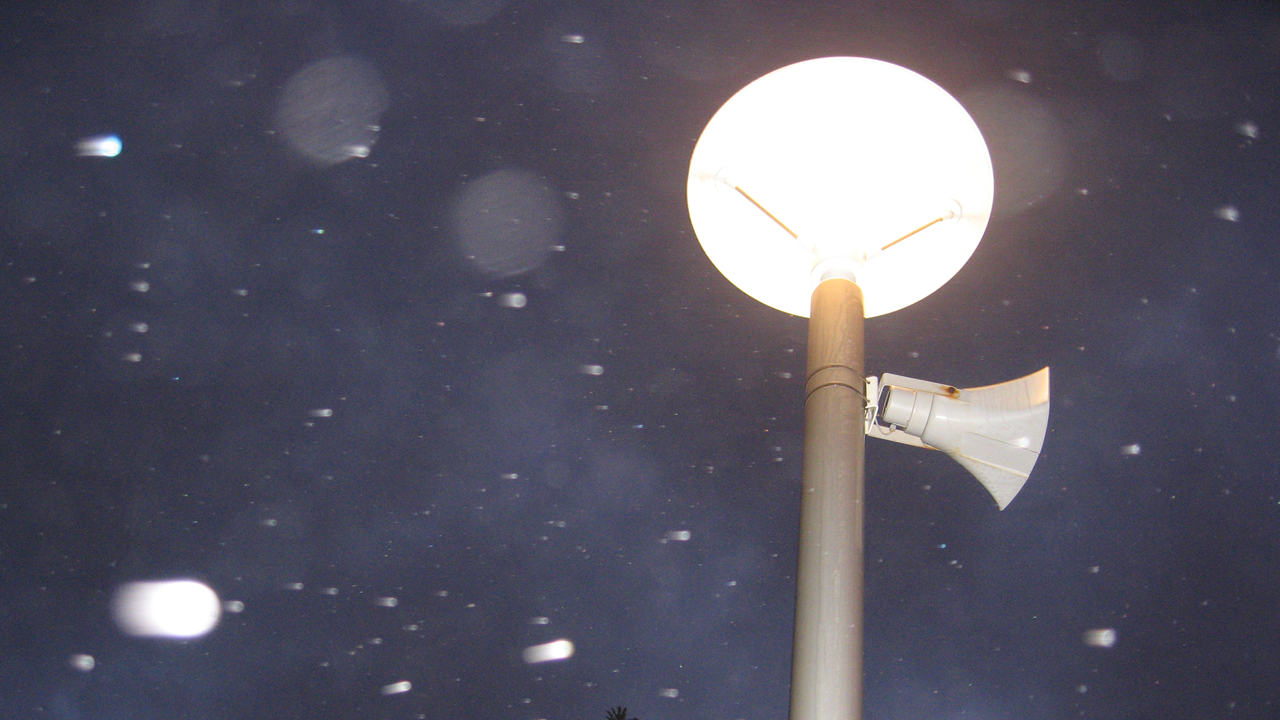
Zdjęcie wykonane podczas porannej mżawki – widocznych wiele obiektów orb

Orb (z ang. sfera) – artefakt, przyjmujący zazwyczaj formę koła, pojawiający się przeważnie na zdjęciach wykonywanych głównie aparatem cyfrowym z użyciem lampy błyskowej lub innego, silnego źródła światła.
W przypadku gdy w powietrzu znajdują się drobinki kurzu (najczęściej), krople deszczu lub owady, światło z lampy błyskowej odbija się od nich i trafia do aparatu, tworząc przeważnie białe koliste elementy na zdjęciu. Zdarzają się jednak inne kolory, kształty i struktury.
Przyczyna tego zjawiska polega na tym, że przy wykonywaniu zdjęć światło fleszy znajdujące się bliżej lampy błyskowej oświetla obiekty znacznie silniej. We współczesnych aparatach kompaktowych flesz jest niewielki. Jest umieszczony blisko obiektywu, a średnica obiektywu, jak i element matrycy fotoczułej, jest niewielki. Wszystkie te czynniki sprawiają, że kompaktowe aparaty cyfrowe silnie uwydatniają niewielkie elementy znajdujące się blisko obiektywu. Znajdujące się blisko obiektywu elementy tworzą na matrycy obraz nieostrego obiektu, który na zdjęciu wydaje się znacznie większy niż jest w rzeczywistości.
Pierwsze zetknięcie się z tego typu obiektami na własnych zdjęciach przez fotoamatorów czasem spotyka się z niezrozumieniem tego zjawiska i braniem tego typu obiektów za zjawiska nadprzyrodzone.

## Przykłady orbów

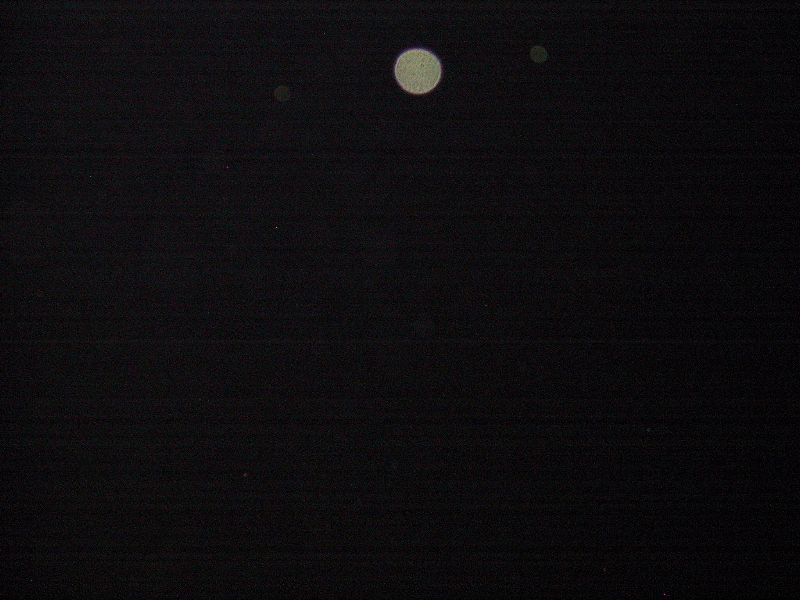
Drobina kurzu
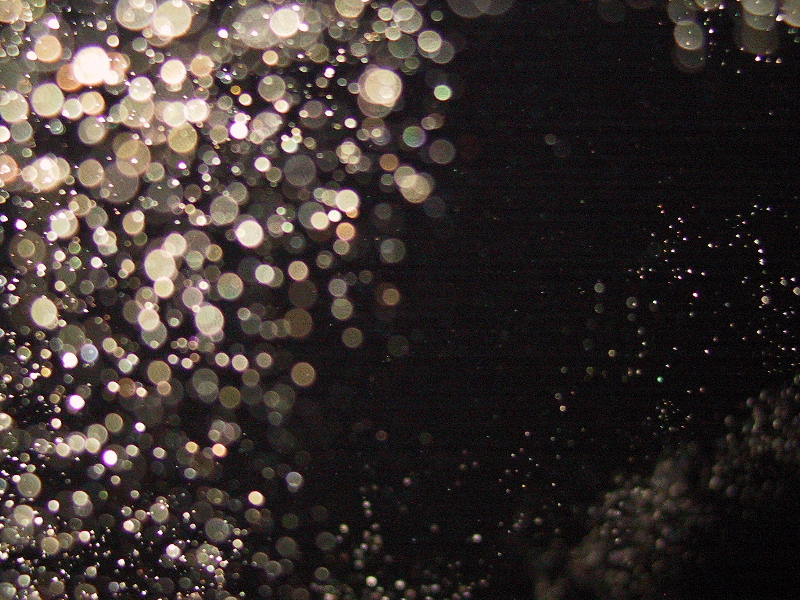
Drobiny kurzu
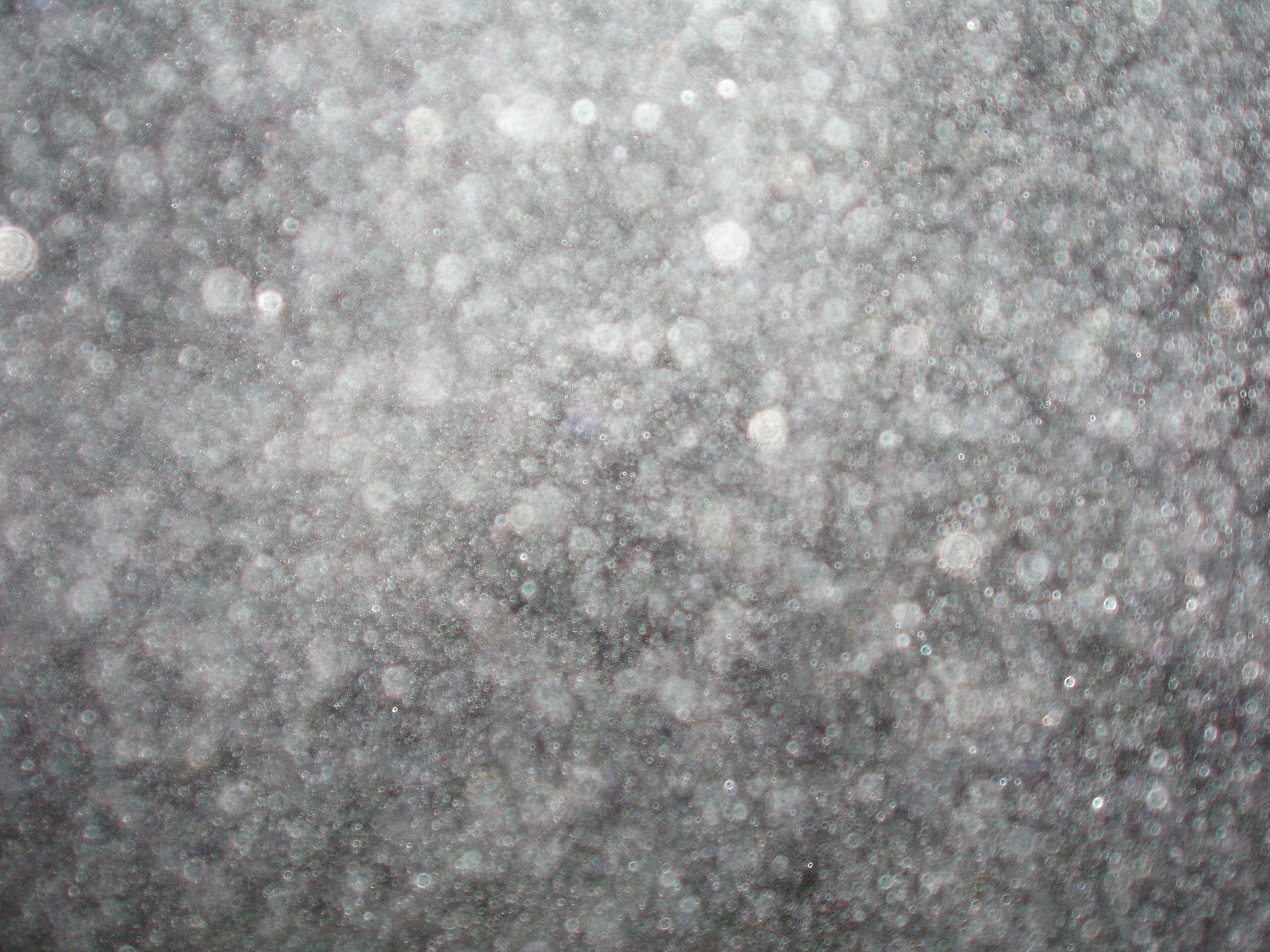
Gruby pył węglowy
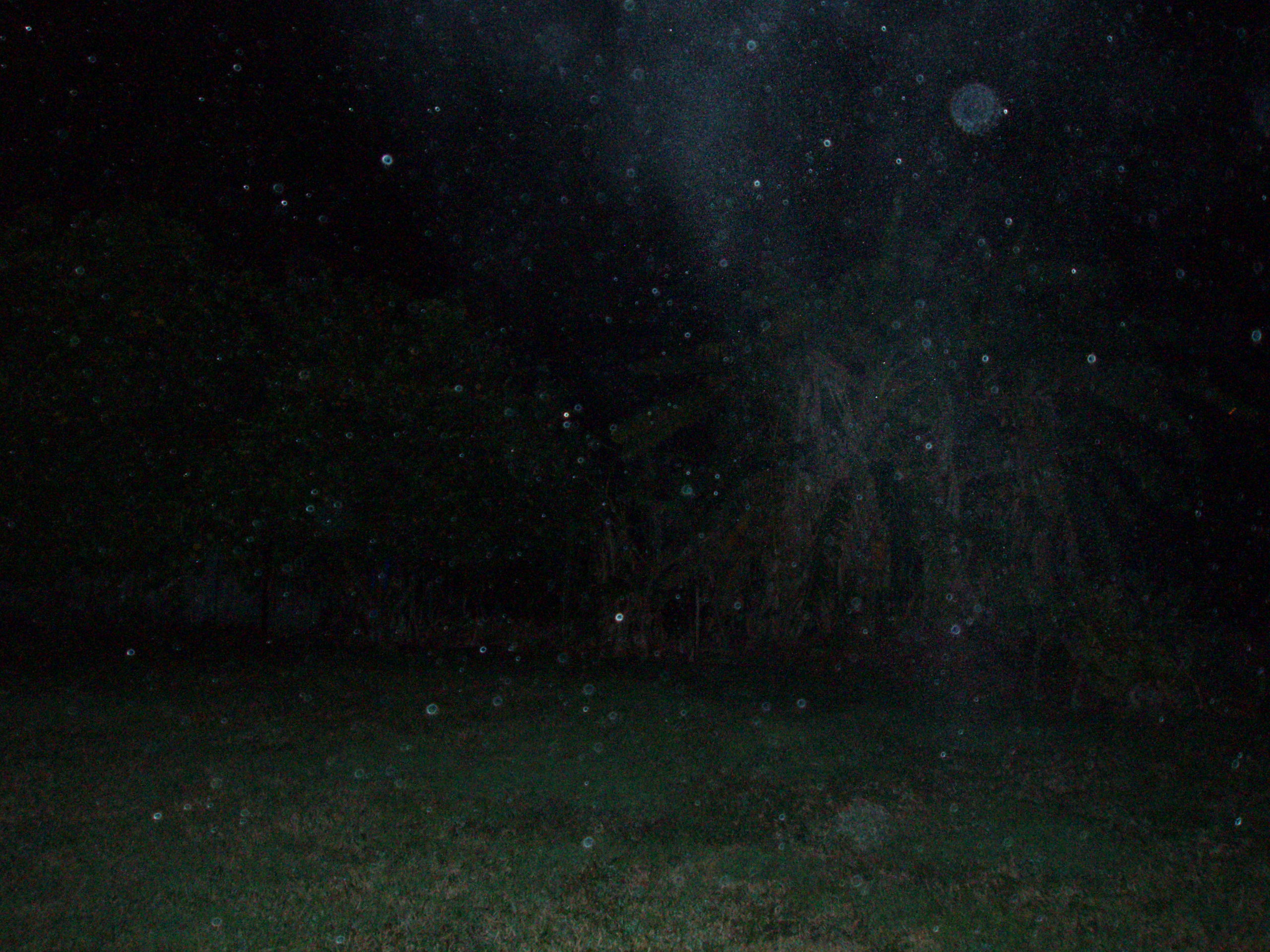
Pył węglowy unoszący się w powietrzu
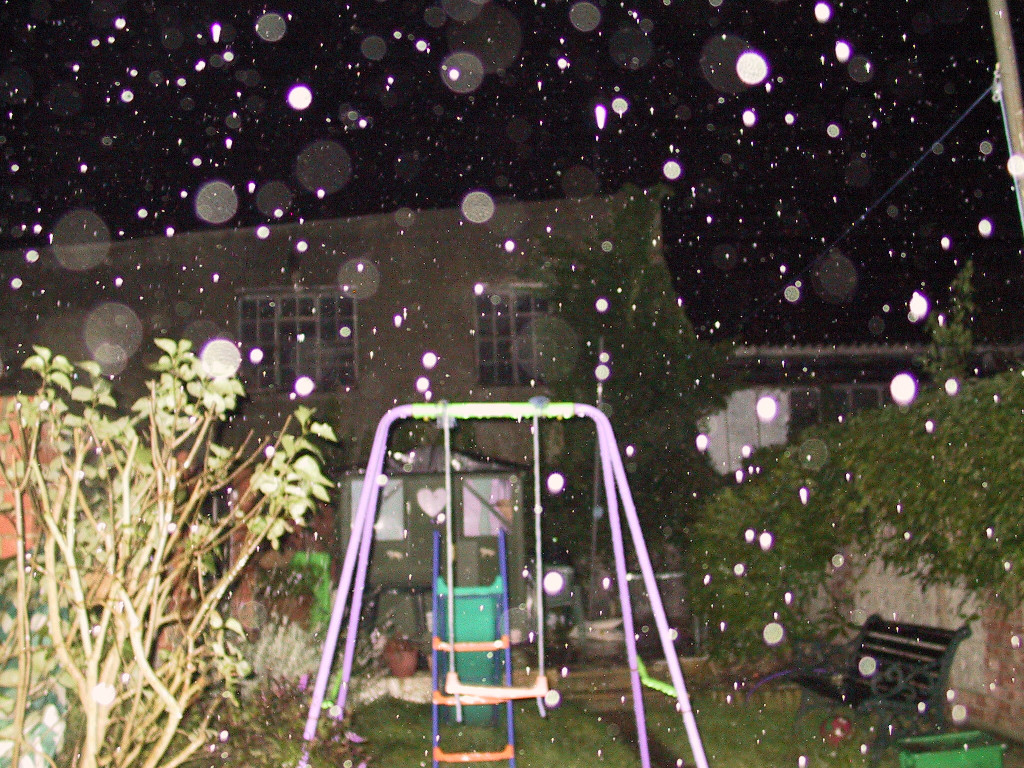
Krople deszczu
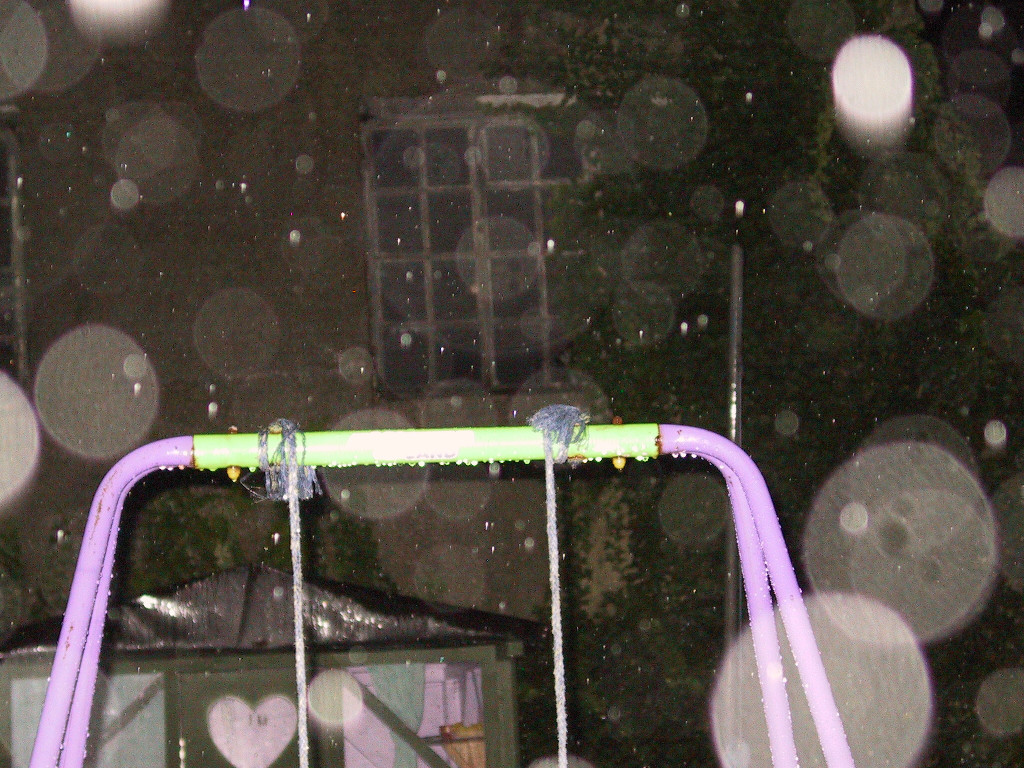
Krople deszczu (zoom)
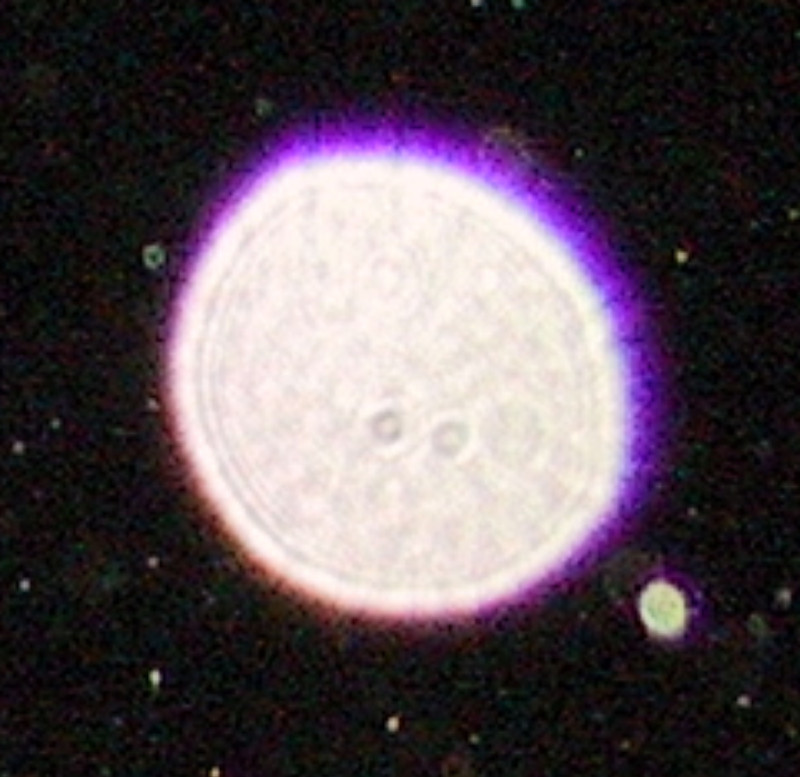
Przybliżenie orba, widoczne zniekształcenia